# Выгода (Одесская область)
Вы́года (укр. Вигода) — село, относится к Беляевскому району Одесской области Украины.
Население по переписи 2001 года составляло 4010 человек. Почтовый индекс — 67620. Телефонный код — 4852. Занимает площадь 6,12 км². Код КОАТУУ — 5121081701.